# Emma Knox
Emma Knox (* 2. März 1978 in Dampier) ist eine ehemalige australische Wasserballspielerin. Sie war Weltmeisterschaftszweite 2007 sowie Olympiadritte 2008.

## Sportliche Karriere
Die 1,73 Meter große Emma Knox spielte für die University of Western Australia und für den Melville Water Polo Club in Bicton.
Emma Knox gehörte erstmals bei der Weltmeisterschaft 2001 zur Nationalmannschaft, wobei 2001 Liz Weekes letztmals Stammtorhüterin war. Die Australierinnen belegten 2001 den fünften Platz. 2003 und 2004 bildeten Jemma Brownlow und Emma Knox das Torhüterinnen-Duo in der Nationalmannschaft. Bei der Weltmeisterschaft 2003 erreichten die Australierinnen den siebten Platz. Im Jahr darauf bei den Olympischen Spielen 2004 in Athen wurde Knox in drei der fünf Spiele eingesetzt. Nach der Halbfinalniederlage gegen die Griechinnen verloren die Griechinnen das Spiel um den dritten Platz mit 5:6 gegen die Mannschaft aus den Vereinigten Staaten.
Drei Jahre später waren Emma Knox und Alicia McCormack die Torhüterinnen bei der Weltmeisterschaft 2007 in Melbourne. Die Australierinnen gewannen ihre Vorrundengruppe und besiegten im Viertelfinale die Italienerinnen mit 12:8. Mit einem 12:9 gegen die Russinnen im Halbfinale erreichten die Australierinnen das Finale und unterlagen dann dem US-Team mit 5:6. 2008 bei den Olympischen Spielen in Peking belegten die Australierinnen in der Vorrunde den zweiten Platz hinter den Ungarinnen und vor den Niederländerinnen. Die Australierinnen erreichten das Halbfinale mit einem 12:11-Sieg über die Chinesinnen. Nach der 8:9-Niederlage gegen das US-Team im Halbfinale trafen die Australierinnen im Spiel um Bronze auf die Ungarinnen und gewannen mit 12:11. Emma Knox und Alicia McCormack wirkten beide in vier von fünf Spielen mit.